# Die Angst des Tormanns beim Elfmeter
Die Angst des Tormanns beim Elfmeter (bra: O Medo do Goleiro Diante do Pênalti; prt: A Angústia do Guarda-Redes no Momento do Penalty) é um filme austro-alemão de 1972, do gênero drama, dirigido por Wim Wenders, com roteiro baseado no romance Die Angst des Tormanns beim Elfmeter, de Peter Handke.

## Elenco
- Arthur Brauss - Joseph Bloch
- Kai Fischer - Hertha Gabler
- Erika Pluhar - Gloria
- Libgart Schwarz - Empregada
- Marie Bardischewski - Kellnerin (como Maria Bardischewski)